# Egzekucje uliczne w Białej Podlaskiej (1943)
Egzekucje uliczne w Białej Podlaskiej (1943) – dwie publiczne egzekucje obywateli polskich, członków zbrojnego podziemia, dokonane przez okupantów niemieckich w dniu 13 listopada 1943 i 23 listopada 1943 r. w Białej Podlaskiej. Obie egzekucje, jak również kolejne dwie publiczne egzekucje w Leśnej Podlaskiej (17 grudnia 1943 r.) i Wisznicach (2 marca 1944 r.) wykonane zostały na rozkaz Maksa Kubina, ówczesnego kierownika ekspozytury policji i służby bezpieczeństwa w Białej Podlaskiej.

## Egzekucja z 13 listopada
Pierwsza egzekucja odbyła się dnia 13 listopada 1943 r. o godz. 12 na Placu Wolności w Białej Podlaskiej. Najpierw wiadomość o tym ogłoszono przez megafon, następnie przemocą spędzono na miejsce rozstrzelania przechodniów z pobliskich ulic, a plac został otoczony kordonem niemieckiej policji i żandarmerii. Więźniów w liczbie 10 ludzi przywieziono samochodem ciężarowym. Mieli oni zawiązane usta, na oczy nałożono im czarne opaski. W dwóch grupach, po pięciu więźniów, podprowadzono ich pod ścianę domu obok budynku poczty i rozstrzelano. Po egzekucji jeden z oficerów niemieckiej policji podszedł do każdego z rozstrzelanych z osobna i oddał strzał z pistoletu w głowę. W tym dniu zginęli:
- Antoni Lipski, ppr. Wojska Polskiego, lat 28
- Kazimierz Karwowski, lat 27
- Antoni Jankowski, sierżant 34 pp. Wojska Polskiego, lat 46
- Józef Nagi, mieszkaniec Białej Podlaskiej, lat 22
- Józef Bernard, sierżant 34 pp. Wojska Polskiego, lat 42
- Tadeusz Sokół, rzemieślnik, lat 37
- Leon Horaczyński, mieszkaniec Białej Podlaskiej, lat 19
- Bogusław Selim-Bojarski, dr prawa, prokurator, lat 41
- Czesław Kiryluk, mieszkaniec Białej Podlaskiej, lat 21
- Edward Kiryluk, mieszkaniec Białej Podlaskiej, lat 21

Wszyscy rozstrzelani byli czynnymi działaczami ruchu oporu.

## Egzekucja z 23 listopada
Następną egzekucję, poprzedziły ciemnoczerwone plakaty w języku polskim i niemieckim. Odbyła się w tym samym miejscu na Placu Wolności dnia 23 listopada 1943 r. Obok Schutzpolitzei brali w niej udział również funkcjonariusze Kripo. Rozstrzelano wówczas 16 mieszkańców powiatu bialskiego:
- Stefan Maksymiuk ze wsi Gnojno
- Paweł Łyszewski ze wsi Borosuki
- Michał Kuc ze wsi Bojary
- Adam Wołos ze wsi Hołowno
- Wasyl Koleńczuk ze wsi Hołowno
- Jan Lesiuk ze wsi Mosty
- Ignacy Łukaszuk ze wsi Mosty
- Józef Kuna z Wisznic
- Jan Trociuk ze wsi Kostomłoty
- Grzegorz Trociuk z Kodnia
- Aleksander Ligor z Kodnia
- Jan Kupryś z Kodnia
- Piotr Korniłowicz z Kodnia
- Paweł Rafałko z Kodnia
- Jan Bondura ze wsi Lebiedziew
- Sergiusz Juchimuk ze wsi Lebiedziew

## Upamiętnienie
Miejsce egzekucji zostało upamiętnione przez bialskich rzemieślników już w 1945 r. Zabezpieczono ślady kul na ceglanym murze, ujmując to miejsce zaszkloną metalową ramą z umieszczonym na środku wieńcem laurowym z ryngrafem orła białego i wizerunkiem Matki Boskiej. W latach 50. XX w. wydzieloną cześć chodnika ulicznego przy ścianie budynku ogrodzono symbolicznie metalowymi słupkami i połączono grubym łańcuchem. Dodano również otwartą księgę z datą 1943-1958 i ustawiono przed ryngrafem znicz. Po 1989 r. na ścianie pod tablicami z czarnego marmuru, pojawiły się tabliczki z nazwiskami rozstrzelanych. Miejsce, w którym stali rozstrzeliwani obłożono polerowanymi płytami z szarego granitu. Orły na słupkach dźwigających łańcuch otrzymały korony.